# منتدى توفير الخدمات
منتدى توافر الخدمة (بالإنجليزية: Service Availability Forum، اختصاراً بـ SAF أو SA Forum) هو ائتلاف تجاري يقوم بتطوير ونشر وتثقيف وترويج المواصفات المفتوحة لأنظمة المهمة الحرجة ودرجة الناقل (Carrier grade). تأسست في عام 2001، وتشجع تطوير ونشر البرمجيات التجارية الجاهزة (COTS).

## روابط خارجية
- الموقع الرسمي